# Stop Online Piracy Act
Законопроект «О противодействии онлайновому пиратству» (англ. Stop Online Piracy Act (SOPA) или H.R. 3261) — законопроект, предложенный Конгрессом США и внесённый в Палату представителей США 26 октября 2011 года республиканцем Ламаром Смитом и группой из 12 соавторов. Законопроект расширяет возможности американских правоохранительных органов и правообладателей в борьбе с нелегальным контентом в Интернете, торговлей интеллектуальной собственностью, защищённой авторским правом, и контрафактом.
Так же законопроект представлял требования судебных постановлений, запрещающих рекламным сетям и платежным системам вести бизнес с сайтами, нарушающими авторские права, а поисковым системам — ссылаться на сайты и на судебные постановления, обязывающих интернет-провайдеров блокировать доступ к сайтам.
Законопроект встретился с массированной оппозицией и выражениями протеста, и 20 января 2012 года глава юридического комитета Конгресса США Смит объявил, что работа над законопроектом отложена на неопределённое время.
Иногда аббревиатуру SOPA расшифровывают иначе: Stop Online Privacy Act.

## Суть проекта
Согласно законопроекту, любой участник деятельности в сети Интернет — начиная с провайдеров, поисковых систем и даже рекламодателей — обязан фактически по любому обращению правообладателя прекратить предоставление услуг ресурсу, обвиняемому в пиратстве, и прекратить с ним любое взаимодействие (например, закрыть канал оплаты контента, приостановить рекламный контракт, ограничить действие платёжной системы, исключить сайт из поисковой выдачи, удалить ссылки на сайт, полностью заблокировать сайт для посещения, запретить платёжным системам (типа PayPal, Visa и т. д.) проводить платежи в пользу сервисов и так далее); в противном случае любой из прямых и косвенных контрагентов обвиняемого сайта будет расцениваться как его соучастник.
Законопроект объявлял уголовным правонарушением (преступлением) несанкционированное потоковое вещание или иное распространение защищённого авторским правом контента с установлением виновному максимального наказания в виде тюремного заключения на срок до 5 лет (при установлении факта распространения хотя бы 10 музыкальных или видеозаписей за 6 месяцев). При этом иммунитетом от судебного преследования наделяются все интернет-компании, которые добровольно и по собственной инициативе приняли какие-либо меры против интернет-сервисов, занимающихся распространением защищённого контента, при одновременном принятии этими компаниями ответственности за ущерб, нанесённый ими владельцам сайтов, обвинённым в нелегальном распространении контента и доказавшим свою невиновность.
Сторонники законопроекта заявляли, что он необходим для сохранения прибылей организаций, рабочих мест и защиты интеллектуальной собственности в соответствующих отраслях (фильмы, музыка, программное обеспечение и т. п.). Особенно отмечалось, что он поможет эффективно бороться с сервисами, расположенными за пределами США, вне их юрисдикции.
Противники SOPA считали, что этот законопроект нарушает Первую поправку к Конституции США, вводит цензуру в Интернете, ограничивает свободу слова и возможности развития Интернета.
16 ноября и 15 декабря 2011 года Юридический комитет Палаты представителей провёл слушания по SOPA. Комитет планирует продолжить дискуссию, когда Конгресс вернется со своих зимних каникул.
14 января 2012 года администрация США напрямую выразила негативное отношение к SOPA. Спустя некоторое время автор законопроекта заявил об исключении из законопроекта самой спорной и жёсткой статьи, обязывающей американских хостинг- и интернет-провайдеров, а также поисковые системы блокировать сайты, предположительно нарушающие авторские права, по первому запросу правообладателя.
20 января 2012 года оппоненты SOPA предложили альтернативный законопроект Online Protection and Enforcement of Digital Trade Act (OPEN), который, по мнению его создателей, является более эффективным средством в борьбе с пиратством. Поддержку альтернативному законопроекту выразил ряд крупных интернет компаний, таких как Google, Facebook и Twitter.
12 апреля 2012 один из идеологов SOPA, глава MPAA Крис Додд, констатировал провал SOPA в интервью телеканалу Bloomberg.

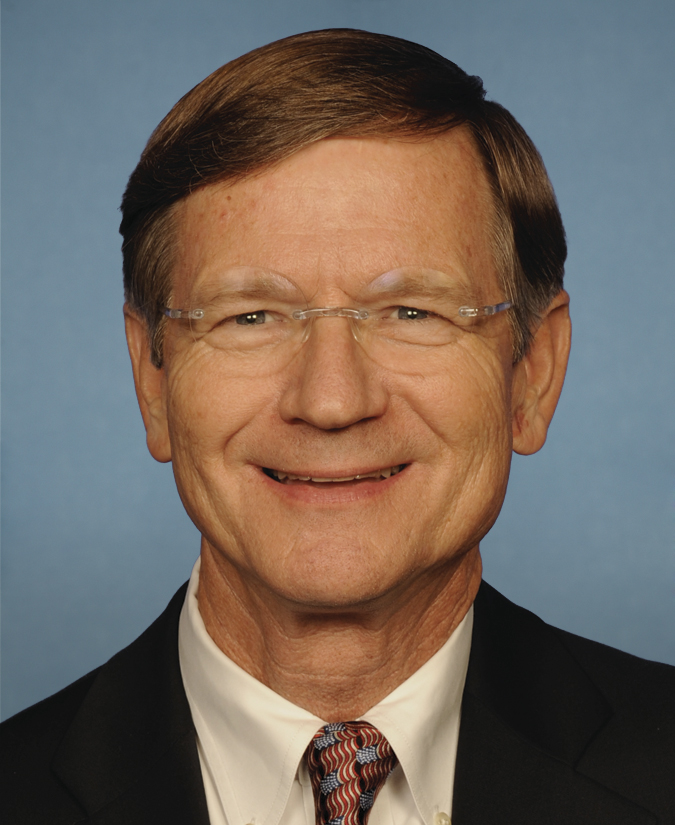
Конгрессмен США Ламар Смит, внёсший законопроект на рассмотрение

## Поддержка

### Законодатели
Stop Online Piracy Act внесён членом Палаты представителей от штата Техас Ламаром Смитом в соавторстве с рядом других конгрессменов (по состоянию на 16 января 2012 года у этого акта был 31 спонсор).

## Противники SOPA
| - ACLU - AOL - eBay - Encyclopedia Dramatica - Electronic Frontier Foundation - Facebook - Gandi - Google | - Human Rights Watch - LinkedIn - Mojang AB - Mozilla Corporation - NameCheap - reddit - Reporters Without Borders | - Tumblr - Twitter - Wikimedia Foundation - Yahoo! - YouTube - MS Records - Bohemia Interactive Studio - Лаборатория Касперского | - LiveJournal - Wordpress - Фонд свободного программного обеспечения - Пиратская партия России - Genius.com |

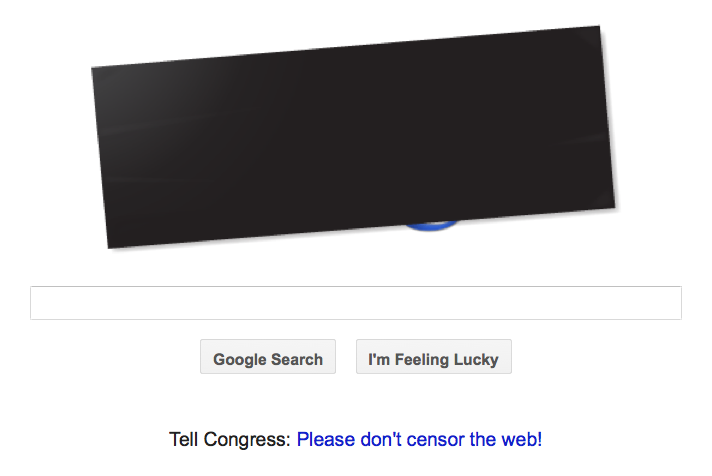
Протест Google. Главная страница поиска 18 января 2012 года, посещённая с расположенного в США IP-адреса. «Скажите Конгрессу: Нет цензуре в Интернете!»

16 ноября 2011 года Google, Tumblr, Mozilla, Techdirt, Center for Democracy and Technology и многие другие интернет-компании приняли участие в Американском дне цензуры в качестве протеста против SOPA.
Вследствие поддержки SOPA доменным регистратором Go Daddy Фонд Викимедиа принял решение о смене провайдера услуг делегирования своих доменов; о соответствующем решении в своём твиттере объявил Джимми Уэйлс. Данное решение было принято в рамках масштабной акции, начавшейся 22 декабря с обсуждения в социальной сети reddit; на 25 декабря регистратор лишился 72 191 домена из-за бойкота противников законопроекта. 26 декабря была запущена поисковая бомба, целью которой было снизить позицию GoDaddy как доменного регистратора в поисковой выдаче. 23 декабря топ-менеджмент GoDaddy объявил об отказе от поддержки законопроекта.

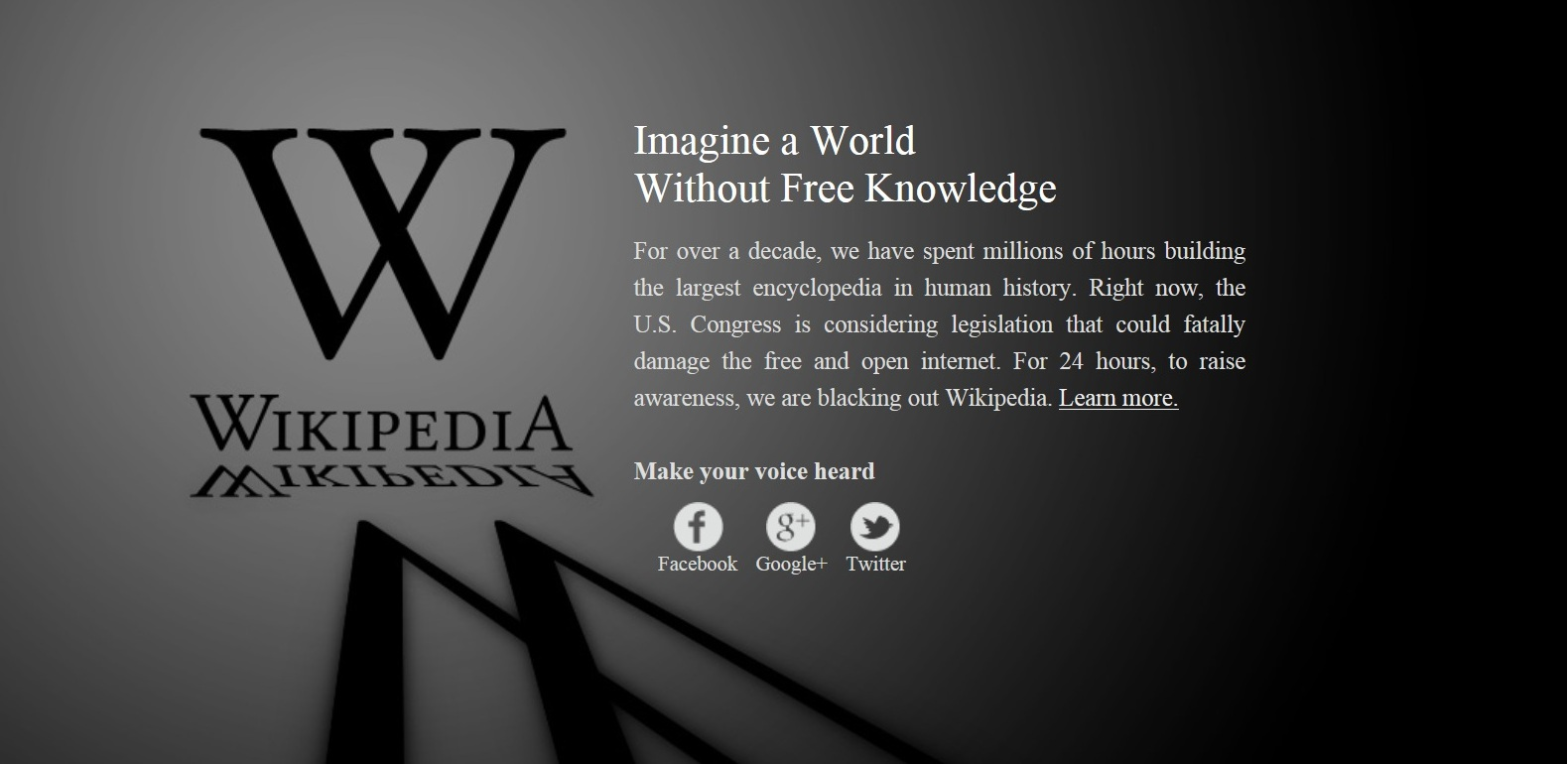
Протест Википедии. Так выглядела каждая страница английской Википедии 18 января 2012 года. «Представьте себе мир без свободных знаний. Больше десяти лет мы тратили миллионы часов, чтобы создать самую обширную энциклопедию в истории человечества… В знак протеста мы отключаем доступ к своим страницам на 24 часа»

18 января 2012 г. в интернете состоялась акция протеста, в рамках которой множество популярных сайтов либо полностью «отключилось», показывая вместо любой страницы сообщение об акции против SOPA, либо информировало своих посетителей об акции иным, менее радикальным образом. После длительной масштабной дискуссии среди участников англоязычного раздела Википедии сообщество участников приняло решение поддержать акцию. Это решение получило поддержку руководства Фонд Викимедиа, в результате английский раздел Википедии также был «заблокирован» на 24 часа.
В знак протеста против американского законопроекта в Москве была проведена серия одиночных пикетов перед посольством США, некоторые её участники были задержаны.
20 января 2012 года глава юридического комитета Конгреса США Смит объявил, что работа над законопроектом отложена на неопределённое время.
В конце 2012 года стало известно, что американские законодатели не намерены готовить аналоги антипиратских законов SOPA и PIPA, принятие которых сорвалось из-за массовых протестов.